# Приречное (Саратовская область)
Приречное — село в Аткарском районе Саратовской области России. Входит в состав Озёрного сельского поселения.

## История
В 1984 г. Указом Президиума ВС РСФСР поселок центральной усадьбы совхоза «Нестеровский» переименован в село Приречное.

## Население
| 2002 | 2010 |
| ---- | ---- |
| 548  | ↘490 |